# 濁水溪沖積平原

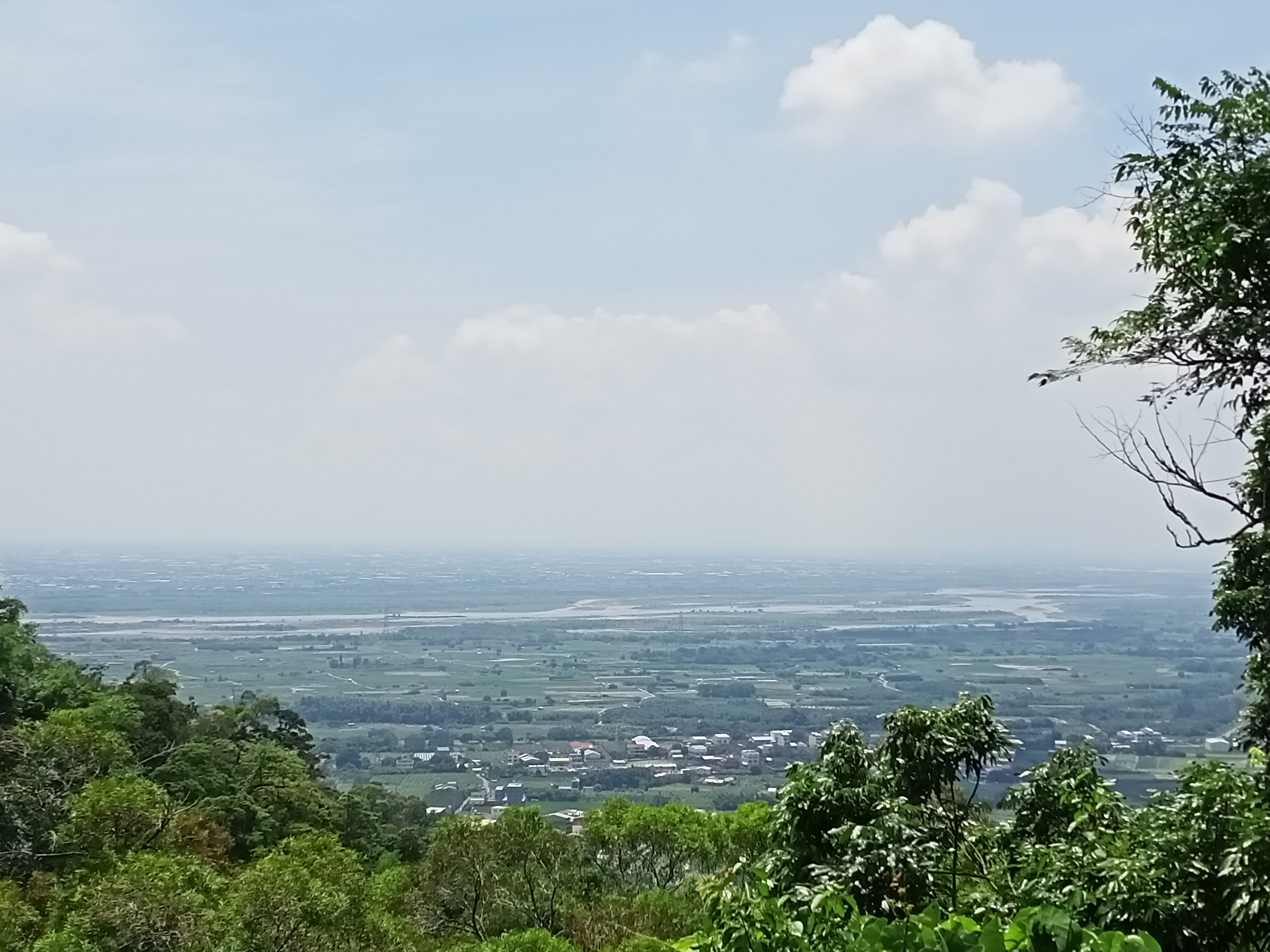
彰化縣二水鄉向西南眺望濁水溪流經平原

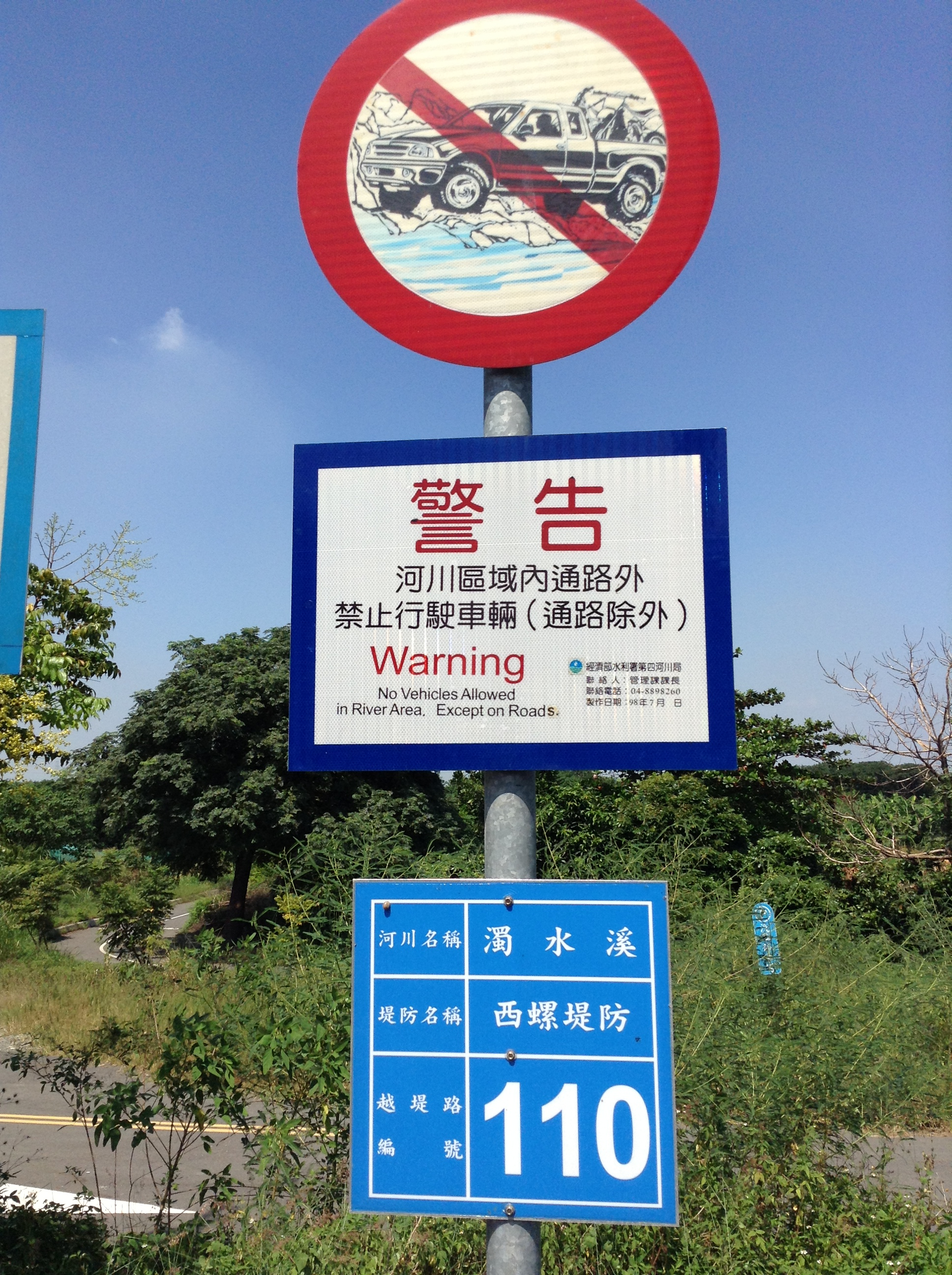
濁水溪西螺堤防

嘉南平原；濁水溪沖積平原

濁水溪沖積平原又稱濁水溪沖積扇。為台灣面積最大的沖積扇，由濁水溪沖積而成。是臺灣在中部地區的一處平原，位於彰化縣南半部、雲林縣北半部，西面台灣海峽，北以洋仔厝溪為界，與彰化平原相望。南以虎尾溪為界，與嘉南平原相望。沖積扇有五條原源於的河流，分別為東螺溪、西螺溪（即目前濁水溪下游段）、新虎尾溪、舊虎尾溪及北港溪（上游為虎尾溪）濁水溪沖積扇平原是由厚達數百公尺的沖積層形成，沖積層以礫、沙、淤泥及黏土等組成，屬於全新世非海相沖積層。地下的頭嵙山之礫石層厚達500公尺以上，紅土階地礫石層0～40公尺，沖積層0～200公尺。
濁水溪沖積平原在有些地圖上會被彰化平原取代，但彰化平原的範圍是濁水溪以北，濁水溪沖積平原則包括虎尾溪－北港溪（虎尾溪是北港溪的中、上游）以北的雲林縣部分地區，所以濁水溪沖積平原和嘉南平原的分界是北港溪；而彰化平原和嘉南平原的分界則是濁水溪。
由於濁水溪與其分流，和嘉南大圳的灌溉，濁水溪沖積平原內的農業十分興盛，尤其盛產水稻、甘蔗、西瓜等農作物。

## 地理
濁水溪主流下游為臺灣本島西部平原重要農業分界線，以南地區秋冬少雨，為臺灣三年輪作區，所以濁水溪自古就被認為是劃分臺灣天然和人文一道界線。濁水溪以南是典型的熱帶型氣候，以北是亞熱帶氣候，因為這樣的氣候差異，在台灣的日治時代，總督府為了發展「工業日本，農業臺灣」的計畫，以濁水溪為界，分別在以南勸種甘蔗，以北勸植稻米，而有「南糖北米」的說法。
濁水溪下游自二水以下為濁水溪沖積平原，平原北半部屬彰化縣，南邊則屬雲林縣，均由濁水溪沖積而成，最後在彰化縣大城鄉下海墘村與雲林縣麥寮鄉許厝寮流入台灣海峽。昔日濁水溪經常河流改道，北流至鹿港，南流至北港，形成濁水溪的氾濫平原。現今主流河幅廣達2～4公里，河道寬廣，水流平緩，自東而西，將台灣西部分為南北兩半。濁水溪沖積扇以鼻子頭隘口為扇頂，向西形成沖積扇，北起大肚溪以南的洋仔厝溪，南至北港溪，面積廣達1,339平方公里，扇面半徑約12公里長，為台灣面積最大的沖積扇，沖積扇範圍占彰化縣及雲林縣面積的大部分。沖積層以礫、沙、淤泥及粘土組成，地下水蘊藏豐富。沖積扇上有五條放射狀的河流，分別為東螺溪（麥嶼厝溪）、西螺溪（即目前濁水溪下游段）、新虎尾溪、舊虎尾溪及北港溪（上游為虎尾溪），此五大分流在未整治前形成辮狀亂流，流路相當不穩定，洪水時常氾濫。惟目前濁水溪流域已經藉由治水築堤，將溪水導至西螺溪，其餘分流則藉由人工整治，各成一單獨流域排水出海。
虎尾溪、舊虎尾溪原源自濁水溪，經過多次河道變遷，虎尾溪才注入北港溪成為北港溪二大支流之一，而舊虎尾溪成為斷頭河。
濁水溪沖積平原多仰賴濁水溪供應農業用水，包含溪北彰化平原的八堡圳以及溪南的濁幹圳（昔日輸水到嘉南大圳），皆對臺灣的農業發展有極為重要的貢獻，也使濁水溪下游成為臺灣生產稻米、甘蔗、蔬菜、西瓜及花卉之重要地，而寬闊的高灘地經過開墾之下亦種植蔬菜及瓜類，濁水溪沖積扇成為臺灣中部農業菁華區，向為台灣穀倉，其中濁水溪又以產米聞名，最有名為「西螺米」或稱「濁水米」。